# Vinho e a Roma antiga

Expansão do Império Romano

A Roma antiga desempenhou um papel fundamental na história do vinho. As primeiras influências sobre a viticultura da península italiana, podem ser atribuídas aos Gregos antigos e os Etruscos. A ascensão do Império Romano viu os avanços tecnológicos e a crescente consciência da vinificação, que se espalhou por todas as partes do império. A influencia de Roma tem tido um profundo efeito sobre as histórias de grandes regiões de vinificação na França, Alemanha, Itália, Portugal e Espanha.
A crença romana de que o vinho era uma necessidade diária fez a bebida se tornar "democrática" e "onipresente"; em várias formas, ele estava disponível para os escravos, camponeses, mulheres e aristocratas igualmente. Para garantir o abastecimento constante de vinho para os soldados Romanos, e colonos, a viticultura e produção de vinho se espalhou para todas as partes do império. As oportunidades econômicas apresentadas pelo comércio do vinho atraiu comerciantes para fazer negócios com tribos nativas da Gália e da Germânia, levando influências romanas para essas regiões, mesmo antes da influencia militar Romana.
As obras de escritores romanos mais notavelmente Cato, Columela, Horace, Paládio, Plínio, Varrão e Virgílio—forneceram amostras sobre o papel do vinho na cultura Romana , bem como a compreensão contemporânea de vinificação viticultura e suas práticas. Muitas das técnicas e princípios desenvolvido pela primeira vez em tempos antigos romanos pode ser encontrado em vinificações  modernas.

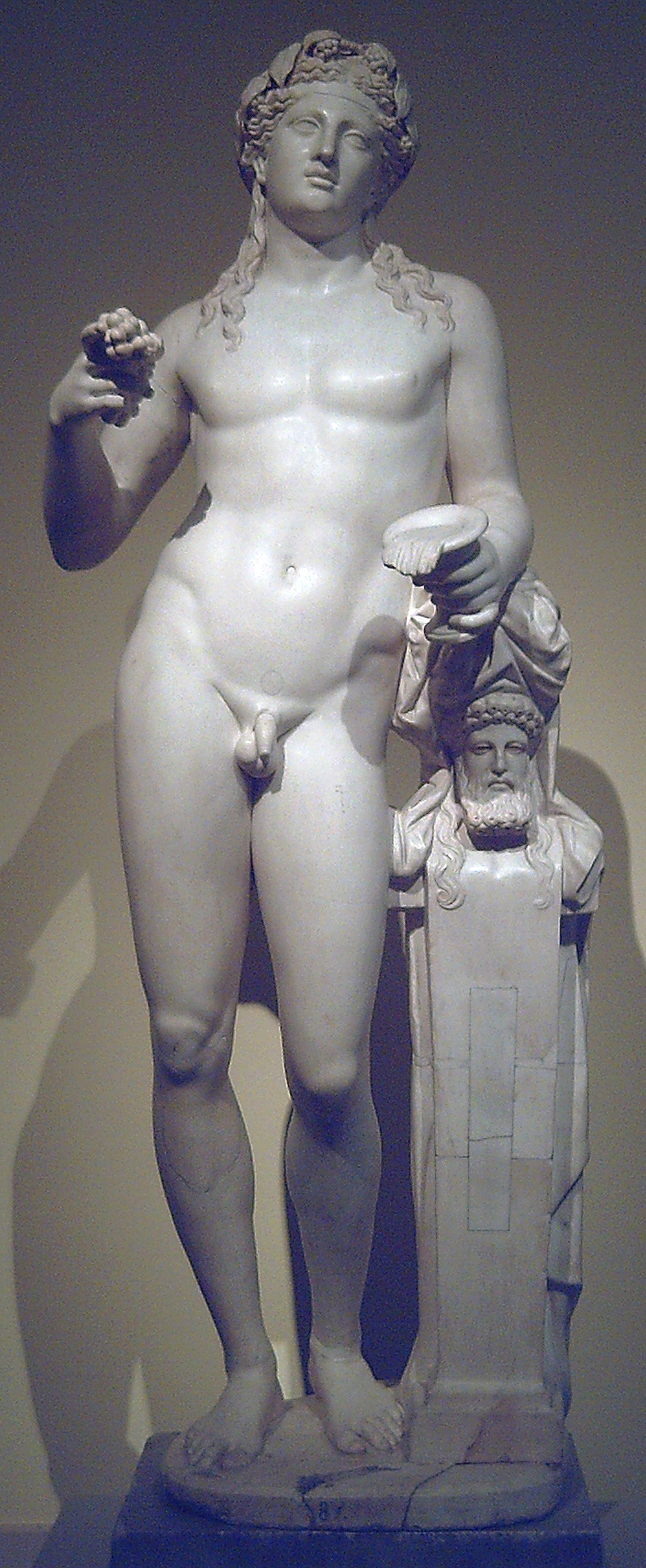
Estátua romana antiga de Dionísio (também conhecida como Baco), deus do vinho (c. 150 d.C, Prado, Madrid).

## Início da história

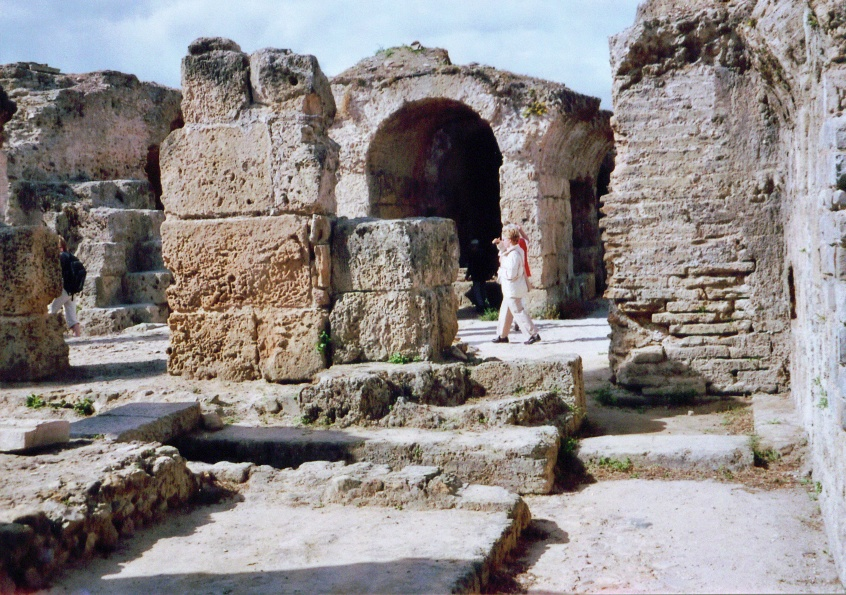
As ruínas de Cartago. Quando a cidade foi destruída, um dos poucos itens que os romanos salvaram foram as obras agrícolas de Mago.

Embora as videiras selvagens tenham crescido na península italiana, desde a pré-história, os historiadores são incapazes de determinar precisamente quando os viticultura e a vinificação ocorreram pela primeira vez. É possível que os Gregos Micênicos tiveram algumas influências dos primeiros assentamentos no sul da Itália, mas o primeiro registro de evidências da influência grega datam de 800 a.C. A viticultura estava amplamente enraizada na civilização etrusca, que estava centrada em torno da moderna região vinícola da Toscana.
Porque os Gregos antigos viam o vinho como um marco da vida doméstica e e uma mercadoria comercial econômica viável,  seus assentamentos foram encorajados a plantar vinhedos para uso local e comércio com as cidades-estado gregas. A abundância de videiras indígenas do sul da Itália proporcionou uma oportunidade ideal para a produção de vinho, dando origem ao nome grego para a região: Oenotria ("terra das vinhas").